# عمارة هندية إسلامية

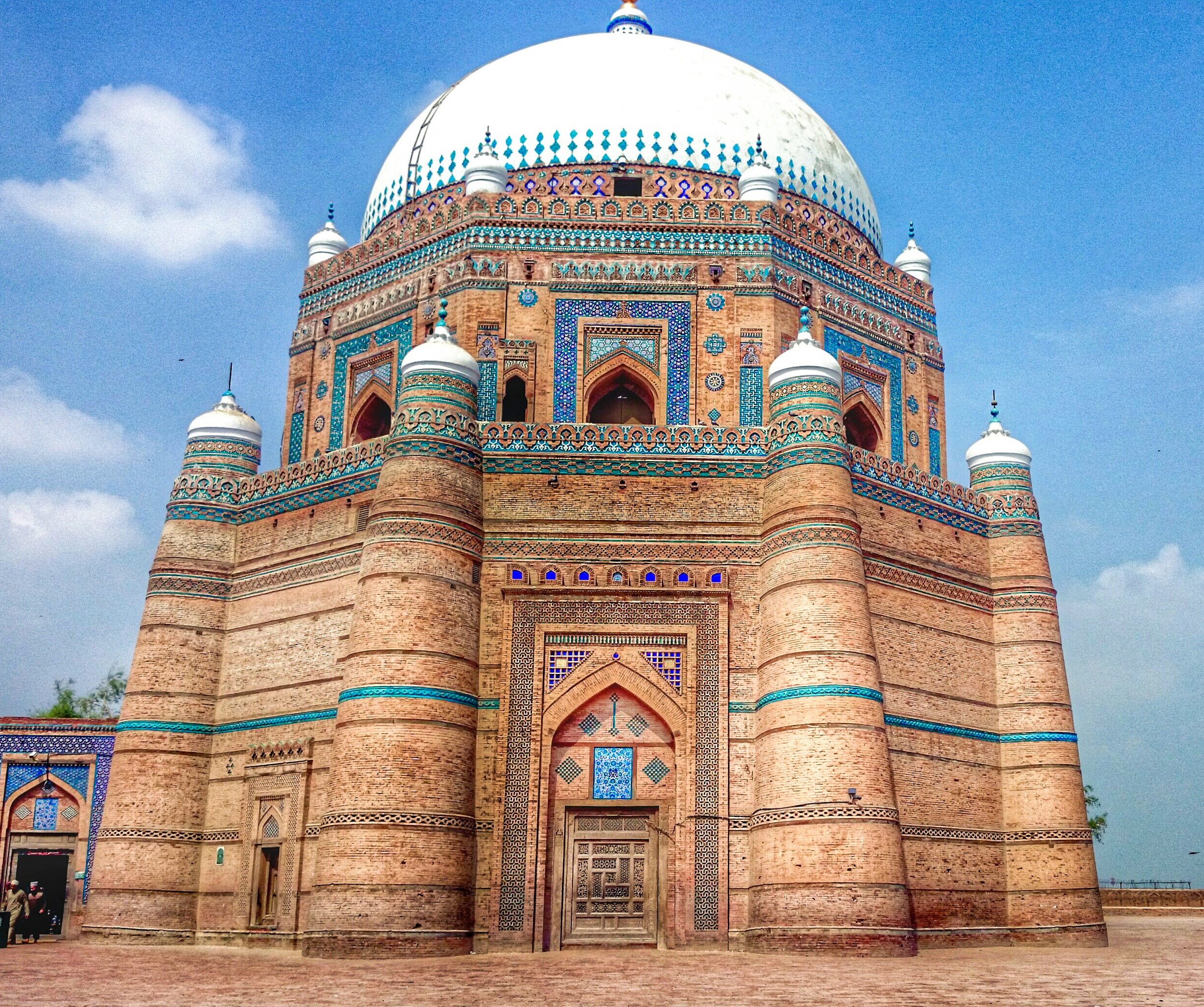
ضريح شاه ركن عالم (1320-1324)

تشمل العمارة الهندية الإسلامية كلًا من الهندسة والعمارة الهندية في شبه القارة الهندية، وغالبًا ما تضمنت أيضًا بعض عناصر العمارة المنقولة من أجزاء مختلفة من غرب ووسط آسيا، والتي أُنتجت من أجل الأنظمة الإسلامية. جاءت هذه العناصر الأجنبية من مناطق تأثرت بانتشار المفردات المعمارية الهندية مع انتشار البوذية، إذ أن العمارة الإسلامية قد بدأت في جميع أنحاء العالم من خلال اعتماد واستخدام وإعادة استخدام الأبنية المبكرة قبل الإسلام. على الرغم من الغياب العربي الأولي في بلاد السند، بدأ تطور العمارة الهندية الإسلامية بشكل جدي مع إنشاء هيكل دلهي باعتبارها عاصمة سلالة الغوريون في عام 1193. خلفت سلطنة دلهي سلالة الغور، وهي عبارة عن سلسلة من سلالات آسيا الوسطى التي وحدت جزءًا كبيرًا من شمال الهند، وجاء بعد ذلك الإمبراطورية المغولية بحلول القرن الخامس عشر. أدخلت هاتين السلالتين كلًا من العمارة الفارسية والتركية والإسلامية وأنماط الفن من غرب أوراسيا إلى شبه القارة الهندية.
اختلفت أنواع وأشكال المباني الكبيرة التي تحتاجها النخب الإسلامية إلى جانب المساجد والمقابر الأكثر شيوعًا، بشكل تام عن تلك التي بُنيت سابقًا في الهند، إلا أن المباني في كلتا المرحلتين احتوت على قبة كبيرة تعلو الجزء الخارجي منها، واستُخدمت الأقواس على نطاق واسع. تُستخدم كل من هاتين الميزتين في العمارة البوذية الهندية على سبيل المثال، في ستوبا والأنماط الهندية الأصلية الأخرى. يتكون هذان النوعان من المباني بشكل أساسي من مساحة كبيرة واحدة تحت قبة عالية، وجرى تجنب النحت التصويري الذي يُعد أمرًا مهمًا في هندسة المعبد الهندوسي بشكل تام.
عملت المباني الإسلامية في بداية الأمر على تكييف مهارات القوى العاملة التي تدربت في التقاليد الهندية السابقة مع تصاميمها الخاصة. امتلكت الهند بناة مهرة استخدموا الحجر في إنتاج البناء الحجري الذي تميز بجودته العالية، على عكس معظم العالم الإسلامي الذي كان يميل إلى استخدام الطوب. طُورت مجموعة متنوعة من الأساليب الإقليمية في الممالك الإقليمية مثل سلطنات البنغال والكجرات والدكن وجانبور وكشمير التي عكست العمارة في تلك المناطق المحددة، إلى جانب العمارة التي تطورت في كل من دلهي والمراكز البارزة للوجود المغولي في أغرة ولاهور والله أباد.

## عمارة سلطنة دلهي
يُعد المسجد المدمر في بينبور في السند، باكستان من عام 727، أفضل مثال على مسجد حُفظ منذ الأيام الأولى للإسلام في جنوب آسيا، والذي يمكن من خلال بقاياه استنتاج المسقط.
قدمت سلطنة دلهي في بدايتها عام 1206 في عهد قطب الدين أيبك دولة إسلامية كبيرة للهند باستخدام أساليب آسيا الوسطى. بدأ مجمع قطب في دلهي في عهد محمد غور بحلول عام 1199، واستمر أثناء حكم قطل الدين أيبك والسلاطنة الذين تلوه. كان مسجد قوة الإسلام الذي لم يتبق منه اليوم إلا آثار، المبنى الأول ذو نمط إيراني، إلا أن الأقواس فيه استخدمت التطنيف بالطريقة الهندية التقليدية.
يصل طول مئذنة قطب منار الطويلة إلى 73 مترًا بعد مراحلها الأصلية الأربعة (مع إضافة المرحلة النهائية في وقت لاحق). يمكن مقارنتها بمئذنة جام التي يبلغ طولها 62 مترًا في أفغانستان، منذ نحو 1190 تقريبًا، أي قبل عقد من الزمن تقريبًا قبل البدء المحتمل في بناء برج دلهي. زُينت أسطح كلا المئذنتين بشكل متقن باستخدام النقوش والأنماط الهندسية. يجري في دلهي تحزيز جسم المئذنة مع «أقواس رائعة أسفل الشرفات» في قمة كل طبقة. يُعد استخدام المآذن في الهند بطيئًا بشكل عام، وغالبًا ما فُصلت عن المسجد الرئيسي حيث توجد.
أُضيف قبر شمس الدين التتمش نحو عام 1236، وقد فُقدت فيه الحنيات الركنية المحززة، ووُصفت زخرفته المعقدة بأنها «قسوة زاويّة» من النحاتين الذين يعملون في تقليد غير مألوف. أُضيفت عناصر أُخرى إلى المجمع على مدى القرنين التاليين.
بدأ مسجد مبكر آخر هو آداي دين كا جونبرا في أجمير، راجستان، وقد بُني لحكام دلهي نفسهم واحتوى مرة أخرى على أقواس وقباب مقوسة. تتراكم هنا أعمدة المعبد الهندوسي (وربما بعض الأعمدة الجديدة) في مجموعات مكونة من ثلاثة لتحقيق الارتفاع المطلوب. امتلك الجامعان حواجز منفصلة مع أقواس مدببة موضوعة أمامها. تكون الأقواس الوسطى في هذا البناء أكثر طولًا في محاولة لتقليد الإيوان. تظهر أقواس الحواجز الأصغر في أجمير لأول مرة في الهند.
بُنيت قبب وأقواس حقيقية مع لبنة العقد بحلول عام 1300. قد تكون بقايا قبر بالبان (1287) في دلهي أبكر آثار جرى اكتشافها. ما تزال بوابة علاء الدين في مجمع قطب منذ عام 1311، تُظهر نهجًا حذرًا تجاه التقنيات الجديدة، مع استخدام جدران سميكة للغاية وقبة مسطحة يمكن رؤيتها فقط من مسافة معينة أو من ارتفاع معين. تقدم ألوان الحجر المتناقضة والجريئة، مع الحجر الرملي الأحمر والرخام الأبيض، ما كان سيصبح سمة مشتركة للعمارة الهندية الإسلامية، لتحل محل البلاط متعدد الألوان المستخدم في بلاد فارس وآسيا الوسطى. تقترب الأقواس المدببة من بعضها قليلًا عند قاعدتها، مما يمنحها تأثيرًا خفيفًا لتبدو على شكل حدوة الحصان، ولا تكون حوافها الداخلية مبطنة بل مخططة بإسقاطات «رأس الحربة» التقليدية، والتي ربما ترمز لبراعم اللوتس. يمكن التعرف هنا على جالي وهي حواجز حجرية مخرمة استُخدمت بالفعل في المعابد منذ فترة طويلة.

### العمارة التغلقية
قبر شاه ركن العلم (بُني منذ عام 1320 وحتى عام 1324) في مولتان في باكستان، هو عبارة عن ضريح كبير مثمن الشكل مبني من الطوب ومزين بزخارف زجاجية متعددة الألوان أقرب بكثير إلى أنماط إيران وأفغانستان. يجري استخدام الإطارات الخشبية في الداخل. يُعد هذا القبر أقدم نصب تذكاري رئيسي لسلالة تغلق (1320- 1413)، بُني خلال التوسع الكبير لمنطقته الكبيرة، وقد بُني لأجل قديس صوفي بدلًا من بنائه للسلطان كما جرت العادة، وتُعد معظم المقابر أقل نشاطًا. يُعد قبر مؤسس السلالة غياث الدين تغلق (توفي في عام 1325) أكثر تقشفًا وخلوًا من الزخارف، إلا أنه مثير للإعجاب. يبدو مثل المعبد الهندوسي إذ تعلوه أمالاكا صغيرة وحلية زخرفية تعلو القبة مستديرة مثل الكالاشا. على عكس المباني المذكورة سابقًا، فهي تفتقر تمامًا إلى النصوص المنحوتة وتقع في مجمع مكون من جدران عالية وأسوار. تمتلك كل من هذه المقابر جدران خارجية تنحدر نحو الداخل قليلًا بمقدار 25 درجة في قبر دلهي، مثل العديد من التحصينات بما فيها حصن توغلاكاباد المدمر المقابل للمقبرة والذي كان من المقدر أن يكون العاصمة الجديدة.
امتلك التغلقيون فريقًا من المعماريين والبنائين الحكوميين، ووظفوا العديد من الهندوس في هذا النظام المعماري وغيره من الأنظمة. خلفوا وراءهم العديد من المباني وصمموا أسلوبًا معياريًا لسلالتهم. يُقال إن السلطان الثالث، فيروز شاه (حكم من 1351- 1388) قد صمم المباني بنفسه، وكانت فترة حكمه الأطول بين حكام السلالة ويُعد أعظم بناء في السلالة. لم ينج من مجمع قصر فيروز شاه (الذي بدأ بناؤه في عام 1354) في هيسار، هاريانا إلا آثار قليلة لكنها في حالة جيدة. تأخذ بعض المباني في عهده أشكالًا نادرة أو غير مطروقة مقارنة بمباني السلالة نفسها. دُفن في مجمع هوز كاس الكبير في دلهي، وكان هناك العديد من المباني التي تنتمي لفترة حكمه وللسلطنة اللاحقة بما فيها العديد من أجنحة العرض ذات القباب الصغيرة التي تدعمها الأعمدة فقط.
تبنت العمارة الإسلامية بحلول هذا الوقت في الهند بعض سمات العمارة الهندية السابقة، مثل استخدام القاعدة الناتئة العالية، وكثيرًا من الزخارف والكورنيشات حول حوافها، بالإضافة إلى الأعمدة والأقواس والقاعات المعمدة. تراجعت سلالة تغلق بعد وفاة فيروز وجاءت سلالات دلهي التالية ضعيفة. كانت معظم المباني الأثرية التي شُيدت عبارة عن مقابر، على الرغم من تشييد سلالة لودي المتأخرة لحدائق لودي الرائعة (المزينة بالنوافير وحدائق شارباغ والبرك والمقابر والمساجد). غالبًا ما كانت عمارة الولايات الإسلامية الإقليمية الأخرى أكثر إثارة للإعجاب.